# EXOSC10
Thành phần exosome 10 (tiếng Anh: Exosome component 10), còn được gọi là EXOSC10, là gen ở người, sản phẩm protein của gen là thành phần cấu thành phức hệ exosome và là một tự kháng nguyên (autoantigen), trở thành một mầm bệnh, dẫn đến sinh bệnh tự miễn, nổi bật nhất là chứng scleromyositis.